# 竹村純
竹村純（日语：／ Takemura Jun，1982年8月16日—），日本男子羽毛球运动员。北海道出生，畢業於旭川豊里中学校及旭川工業高校，其後加入JR北海道羽毛球隊，2016年2月退役。

## 簡歷
2013年4月，竹村純在大阪羽毛球國際挑戰賽男單決賽，以0比2（15-21、15-21）敗於另一位日本選手古財和輝，屈居亞軍。
在2016年2月日本羽毛球聯賽結束後，竹村純宣布退役。

## 主要比賽成績
只列出曾進入準決賽的國際賽事成績：
| 年份   | 賽事                 | 公開賽級別 | 項目     | 成績 |
| ------ | -------------------- | ---------- | -------- | ---- |
| 2013年 | 大阪羽毛球國際挑戰賽 | 國際挑戰賽 | 男子單打 | 亞軍 |

| 2007-2017年 | 首要超級賽 | 超級賽 | 黃金大獎賽 | 大獎賽 | 國際挑戰賽 | 國際系列賽 | 未來系列賽 | 其他 |